# Écusson (Nîmes)
Pour les articles homonymes, voir Écusson.
L'Écusson est le centre historique de la ville de Nîmes, dans le département du Gard en région Occitanie. Il se caractérise par son périmètre en forme d'écu français ancien. Les boulevards qui l'entourent, percés au XIXe siècle, reprennent le tracé de l'enceinte médiévale de la ville.
Les contours de l'Écusson forment aujourd'hui les limites du secteur sauvegardé de la ville de Nîmes.

## Géographie
Le quartier de l'Écusson constitue l'hypercentre de la ville de Nîmes. À partir de son angle nord-ouest et dans le sens des aiguilles d'une montre, il est entouré par les voies suivantes : square Antonin, square de la Bouquerie, boulevard Gambetta, place Saint-Charles, place Gabriel-Péri, boulevard Amiral Courbet, square de la Couronne, esplanade Charles-de-Gaulle, boulevard de la Libération, boulevard des Arènes, boulevard Victor-Hugo, place de la Madeleine, place de la Maison Carrée, boulevard Alphonse-Daudet.
Aujourd'hui, la circulation automobile sur les boulevards de l'Écusson se fait sur deux voies à sens unique, dans le sens inverse des aiguilles d'une montre. Une rénovation complète de ces boulevards est prévue à l'horizon 2016, dans le cadre du prolongement de la ligne T1 du bus à haut niveau de service.
Avant le redécoupage cantonal de 2014, le quartier de l'Écusson était réparti sur deux cantons : la partie nord dépendait du canton de Nîmes-2 et la partie sud du canton de Nîmes-4. Depuis cette date, il dépend entièrement du canton de Nîmes-3.

## Histoire
Sous l'Ancien Régime, l'actuel Écusson était divisé en cinq quartiers distincts : Garrigues, Boucarie, Corcomaires, Prat et Méjean. À la jonction des quatre premiers se trouvait la place aux herbes, qui, bordée par la cathédrale, était le cœur économique et religieux de la ville médiévale. Le quartier Méjean comprenait quant à lui l'amphithéâtre romain fortifié, appelé castrum arenae. L'ensemble formé par ces quartiers était entouré par une enceinte fortifiée, jalonnée de portes et de tours. Notons que cette enceinte était d'une circonférence bien inférieure à celle de l'enceinte romaine, longue de plus de 6 km.
À la fin du XVIIIe siècle, l'architecte de la province du Languedoc, Jean-Arnaud Raymond, envisage un vaste projet d'urbanisme pour le centre de la ville de Nîmes. Ce projet d'assainissement et d’embellissement du tissu urbain repose alors principalement sur la suppression de l'enceinte médiévale et sur la percée de nouvelles voies de communication. Initié en 1775, la démolition du rempart se termine peu après la Révolution, en 1793. À partir de 1847, la transformation de l'Écusson se poursuit avec la création de plusieurs artères, inspirées des aménagements réalisés par le baron Haussmann à Paris. De cette époque date notamment l'aménagement de la partie nord de l'Écusson, dont la rue Général Perrier.
Dans un souci de préservation et de valorisation de son patrimoine, la ville de Nîmes a décidé en 1984 la création d'un secteur sauvegardé d'une surface de 41 hectares, reprenant les contours de l'Écusson. Le plan de sauvegarde et de mise en valeur du secteur sauvegardé à quant à lui été initié en 2004, puis approuvé en 2007. Dans le cadre du secteur sauvegardé, la municipalité subventionne les propriétaires de biens immobiliers dans l'Écusson. Elle souhaite ainsi, notamment, favoriser les ravalement de façades et la réhabilitation des devantures commerciales. Depuis 1986, le nombre de façades ravalées au sein de l'Écusson s'élève à 1918. Le nombre de devantures commerciales rénovées s'élève quant à lui à 1298.

## Activités
L'activité touristique de l'Écusson est importante. Ce quartier concentre en effet de nombreux monuments historiques, dont la cathédrale Notre-Dame-et-Saint-Castor et plusieurs hôtels particuliers. Les arènes de Nîmes, la Maison Carrée et la porte d'Auguste, trois monuments romains nîmois majeurs, se trouvent également en bordure du quartier. 
L'activité commerciale est soutenue par la présence des halles de Nîmes, du centre commercial de la Coupole des Halles ainsi que de nombreux commerces.
Enfin, plusieurs administrations publiques dont l'hôtel de ville se trouvent dans l'Écusson. 